# Sint-Annakapel (Blerick)

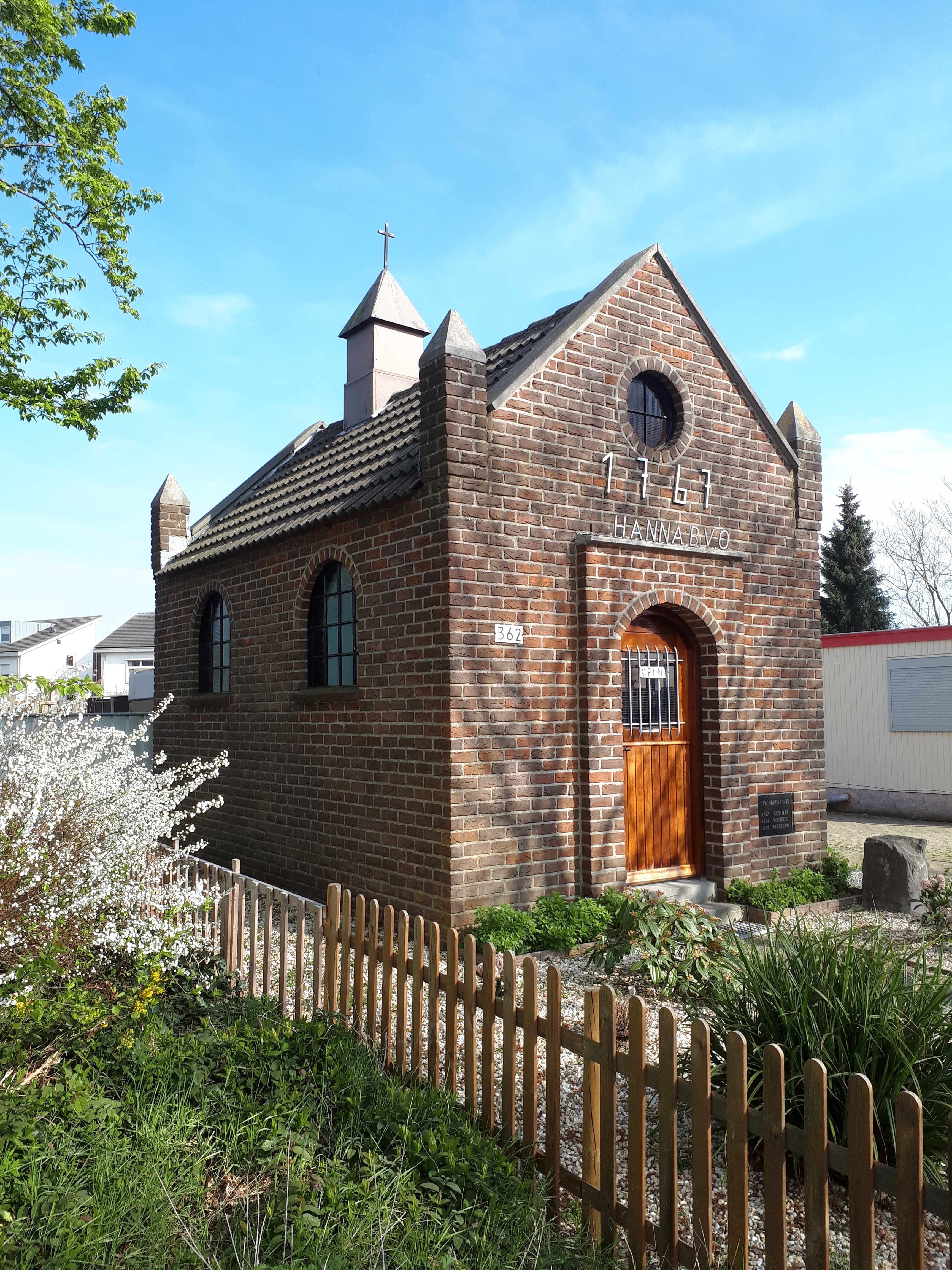
De Sint-Annakapel

De Sint-Annakapel is een kapel in Blerick in de Nederlandse gemeente Venlo. De kapel staat aan de Horsterweg 362 aan de noordkant van het dorp. 
De kapel is gewijd aan de heilige Anna.

## Geschiedenis
In 1767 werd de kapel gebouwd.
Op 3 of 4 december 1944 werd de kapel in de Tweede Wereldoorlog verwoest toen geallieerden Blerick probeerden te bevrijden.
In 1980 werd de kapel op een andere herbouwd en op 13 september 1980 officieel geopend.

## Gebouw
De bakstenen kapel is opgetrokken op een rechthoekig plattegrond en wordt gedekt door een zadeldak met pannen. In de beide zijgevels van de kapel bevinden zich elk twee rondboogvensters. Op de hoeken van de kapel zijn er zuiltjes gebouwd die eindigen in een piramidevorm. Bovenop het dak staat ongeveer ter hoogte van het altaar een dakruiter. De achtergevel en frontgevel zijn een puntgevel. De frontgevel bevat een rond venster, daaronder staat het jaartal 1767 te lezen, daaronder de tekst H.Anna B.V.O. (BVO = bid voor ons) en daaronder een rechthoekige uitbouw van een baksteen diep met daarin de rondboogvormige toegang van de kapel. 